# 徳島県道264号出口太刀野線
徳島県道264号出口太刀野線（とくしまけんどう264ごう でぐちたちのせん）は、徳島県三好郡東みよし町から三好市に至る一般県道である。

## 概要
三好郡東みよし町西庄から三好市三野町太刀野に至る。途中に吉野川を渡る角の浦大橋がある。同区間は長らく角の浦潜水橋（正式名・中三好橋）であったが、2004年（平成16年）11月13日に同大橋が完成し、潜水橋は撤去された。この完成により国道192号との重用区間が発生している。

### 路線データ
- 起点：徳島県三好郡東みよし町西庄字出口（徳島県道44号三加茂東祖谷山線交点）
- 終点：徳島県三好市三野町太刀野（徳島県道12号鳴門池田線交点）
- 総延長：3.155 km（他に旧道1.26 km）[1]

## 歴史
- 1959年（昭和34年）1月31日 - 徳島県道112号として認定。
- 1972年（昭和47年）3月10日 - 現在の路線番号で再認定。
- 2004年（平成16年）11月13日 - 角の浦大橋が完成。

## 路線状況

### 重複区間
- 国道192号（三好郡東みよし町西庄・東みよし町西庄交差点 - 三好郡東みよし町中庄）

### 道路施設

#### 橋梁
- 角の浦大橋（吉野川、三好郡東みよし町 - 三好市）

## 地理

### 通過する自治体
- 徳島県
  - 三好郡東みよし町 - 三好市

### 交差する道路
| 交差する道路                 | 市町村名 | 市町村名   | 交差する場所 | 交差する場所         |
| ---------------------------- | -------- | ---------- | ------------ | -------------------- |
| 徳島県道44号三加茂東祖谷山線 | 三好郡   | 東みよし町 | 西庄         | 起点                 |
| 国道192号 重複区間起点       | 三好郡   | 東みよし町 | 西庄         | 東みよし町西庄交差点 |
| 国道192号 重複区間終点       | 三好郡   | 東みよし町 | 中庄         |                      |
| 徳島県道12号鳴門池田線       | 三好市   | 三好市     | 三野町太刀野 | 終点                 |

### 交差する鉄道
- 徳島線

### 沿線
- JR四国徳島線 三加茂駅
- 吉野川